# Ivančići
 Ivančići  falu Horvátországban Zágráb megyében. Közigazgatásilag Jasztrebarszkához tartozik.

## Fekvése
Zágrábtól 31 km-re délnyugatra, községközpontjától 7 km-re északnyugatra a Plešivica-hegység délkeleti lejtőin fekszik.

## Története
A falunak 1857-ben 424, 1910-ben 464 lakosa volt. Trianon előtt Zágráb vármegye Jaskai járásához tartozott. 2001-ben 212 lakosa volt. 

## Lakosság
| Lakosság változása | Lakosság változása | Lakosság változása | Lakosság változása | Lakosság változása | Lakosság változása | Lakosság változása | Lakosság változása | Lakosság változása | Lakosság változása | Lakosság változása | Lakosság változása | Lakosság változása | Lakosság változása | Lakosság változása |
| ------------------ | ------------------ | ------------------ | ------------------ | ------------------ | ------------------ | ------------------ | ------------------ | ------------------ | ------------------ | ------------------ | ------------------ | ------------------ | ------------------ | ------------------ |
| 1857               | 1869               | 1880               | 1890               | 1900               | 1910               | 1921               | 1931               | 1948               | 1953               | 1961               | 1971               | 1981               | 1991               | 2001               |
| 424                | 446                | 452                | 471                | 444                | 464                | 434                | 422                | 441                | 443                | 401                | 367                | 280                | 287                | 212                |

## Nevezetességei
A Szamobori-hegység legmagasabb csúcsának a Japetićnek a platóján egy vasból épített kilátó található. A 12 m magas vasszerkezet egy piramis alakú építményből áll, amely kőalapokra van helyezve. A teteje felé fokozatosan szűkül, és felül egy kör alakú kilátó platformmal zárul. A kilátó 1889-ben épült Bécsben, a párizsi Eiffel-toronnyal egy időben, és eredetileg a Zágráb feletti, a vasszerkezetek legmodernebb megoldásainak példájaként Sljemén helyezték el. Mivel azonban idővel alacsonynak bizonyult az eredeti helyhez, 1960-ban a Japetićre költöztették.